# Ayumi
Ayumi (jap. あゆみ, アユミ) – żeńskie imię japońskie.

## Możliwa pisownia
Ayumi można zapisać, używając wielu różnych znaków kanji, i może znaczyć m.in.:
- 歩, „chodzić” (występuje też inna wymowa tego imienia: Ayumu)
- 歩美, „chodzić, piękno”
- 亜弓, „Azja, ukłon”
- 安弓, „bezpieczeństwo, ukłon”
- 亜由美, „Azja, powód, piękno”

## Znane osoby
- Ayumi Fujimura (歩), japońska seiyū
- Ayumi Hamasaki (あゆみ), japońska piosenkarka
- Ayumi Ishida (あゆみ), japońska aktorka
- Ayumi Ishida, japońska piosenkarka
- Ayumi Itō (歩), japońska aktorka
- Ayumi Kinoshita (あゆ美), japońska aktorka i modelka
- Ayumi Komura (あゆみ), japońska mangaka
- Ayumi Miyazaki (歩), japońska piosenkarka
- Ayumi Morita (あゆみ), japońska tenisistka
- Ayumi Murata (あゆみ), japońska piosenkarka
- Ayumi Oka (あゆみ), japońska aktorka
- Ayumi Shibata (あゆみ), japońska piosenkarka
- Ayumi Shigemori (あゆみ), japońska aktorka i piosenkarka
- Ayumi Shiina (あゆみ), japońska mangaka
- Ayumi Tanimoto (歩実), japońska judoczka
- Ayumi Watase (あゆみ), japońska skoczkini narciarska

## Fikcyjne postacie
- Ayumi Katō, główna bohaterka TV dramy Oni no sumika
- Ayumi Tachibana (あゆみ), postać z gry wideo Famicom Tantei Club Part II: Ushiro ni Tatsu Shōjo oraz główna bohaterka BS Tantei Club -Yuki ni kieta kako-.
- Ayumi Yoshida (歩美), bohaterka mangi i anime Detektyw Conan